# Appalachian Journey
Appalachian Journey è il secondo album in studio del trio d'archi composto dal violoncellista statunitense Yo-Yo Ma e dai compositori statunitensi Edgar Meyer e Mark O'Connor, pubblicato nel 2000 dalla Sony Classical.

## Tracce
1. 1B – 4:02 (Edgar Meyer)
2. Misty Moonlight Waltz – 4:46 (Mark O'Connor)
3. Hard Times Come Again No More – 3:44 (Stephen Foster, James Taylor, Yo-Yo Ma, Edgar Meyer, Mark O'Connor)
4. Indecision – 4:28 (Edgar Meyer)
5. Limerock – 2:28 (Tradizionale, Mark O'Connor, Edgar Meyer)
6. Benjamin – 3:32 (James Taylor)
7. Fisher's Hornpipe – 3:45 (Tradizionale, Mark O'Connor)
8. Duet for Cello and Bass – 5:54 (Edgar Meyer)
9. Emily's Reel – 2:48 (Mark O'Connor, Edgar Meyer)
10. Cloverfoot Reel – 4:24 (Edgar Meyer)
11. Poem for Carlita – 7:34 (Mark O'Connor)
12. Caprice for Three – 3:48 (Mark O'Connor)
13. Second Time Around – 4:33 (Edgar Meyer)
14. Slumber My Darling – 4:53 (Stephen Foster, Edgar Meyer)
15. Vistas – 9:58 (Mark O'Connor)

## Classifiche
| Classifiche (2000) | Posizione massima |
| ------------------ | ----------------- |
| Stati Uniti        | 170               |